# La Sauceda (Málaga)
La Sauceda es un núcleo poblacional disperso perteneciente al término municipal de Cortes de la Frontera (provincia de Málaga, España). Se encuentra situado en pleno parque natural de los Alcornocales.

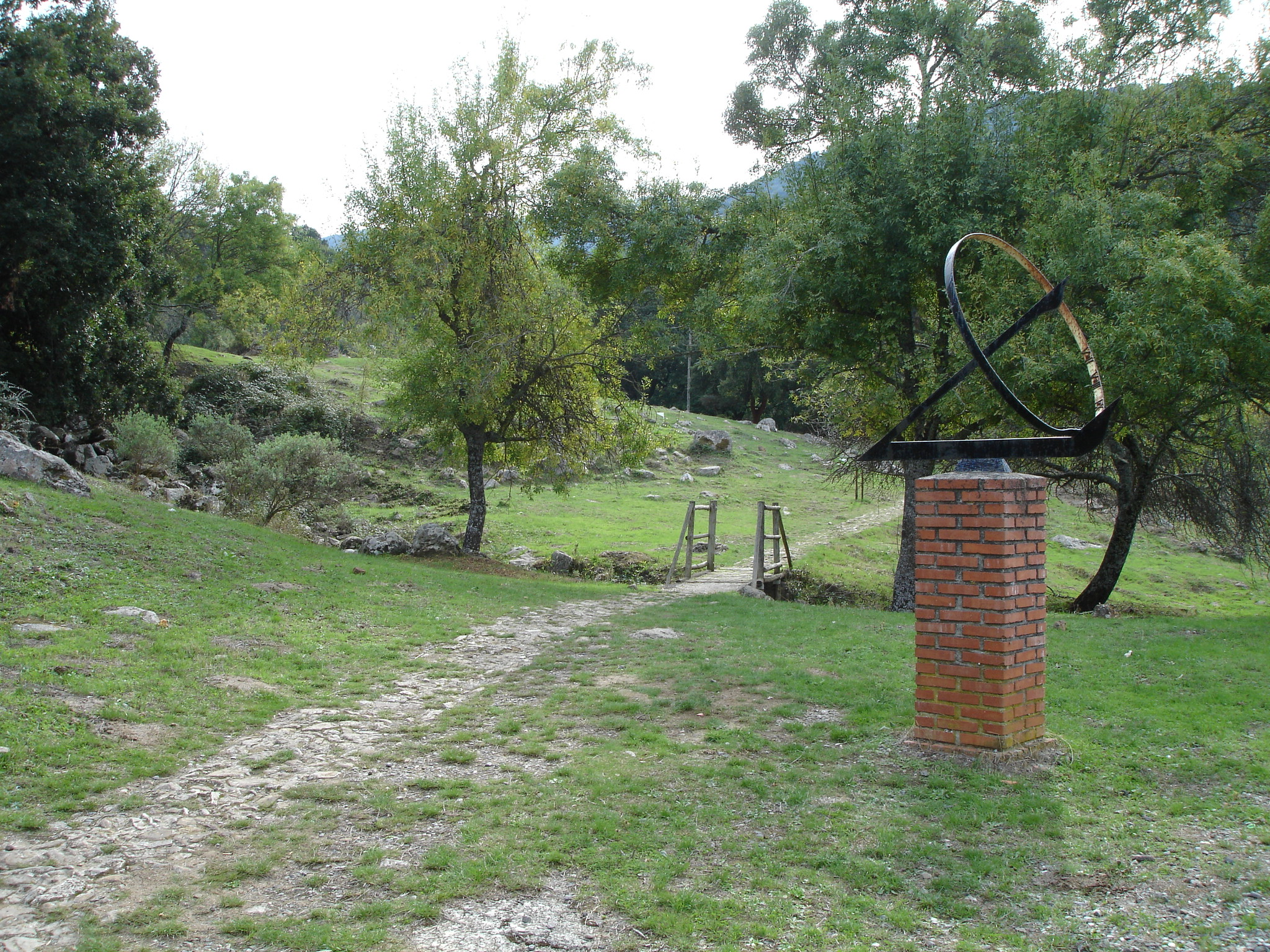
Área recreativa de La Sauceda

## La Sauceda en la historia

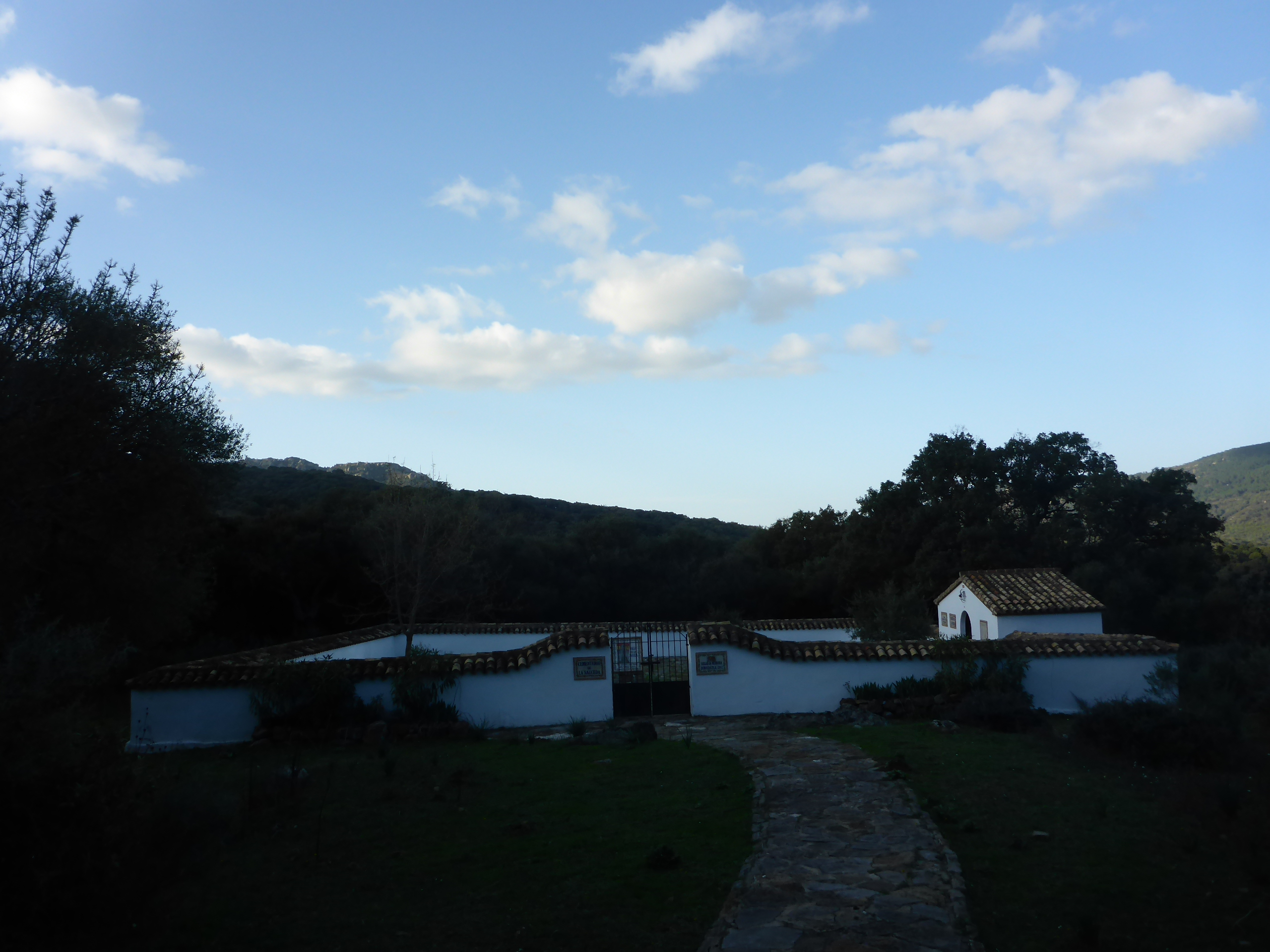
Cementerio

Durante mucho tiempo, la zona permaneció aislada, hasta que los Reyes católicos, al conquistar Ronda, le concedieron las tierras de la Sauceda. En época de Felipe II fue una zona que no aceptó las órdenes de la corona, como señaló Miguel de Cervantes en El coloquio de los perros, "Dejólos encerrados, y volvió a coger los trofeos de la batalla, que fueron tres vainas, y luego se las fue a mostrar al asistente, que, si mal no me acuerdo, lo era entonces el licenciado Sarmiento de Valladares, famoso por la destrucción de La Sauceda. Miraban a mi amo por las calles do pasaba, señalándole con el dedo, como si dijeran: Aquél es el valiente que se atrevió a reñir solo con la flor de los bravos de la Andalucía". Consta en escritos de aquella época que existía una ejército de hombre uniformados que vivían al margen de las normas del monarca.

## Sucesos de La Sauceda

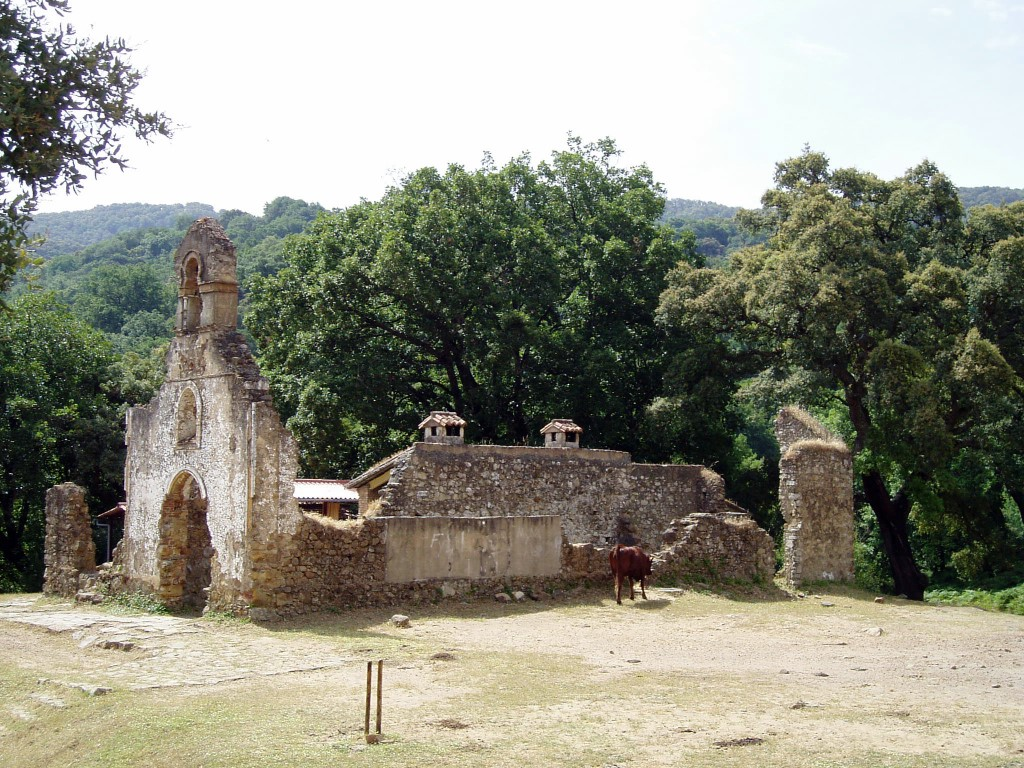
Ermita

La zona tuvo especial importancia durante la guerra civil española. Entonces La Sauceda superaba en población a Cortes de la Frontera. En ella se refugiaron muchas persona provenientes de toda la provincia de Cádiz (especialmente la campiña de Jerez) huyendo de la represión del ejército franquista. Debido a lo escarpado del terreno supuso un freno al avance de las tropas franquistas desde el Estrecho hacia Sevilla y Madrid. Cuando finalmente estas tropas consiguieron penetrar en la zona de la Sauceda, llevaron a cabo innumerables asesinatos de hombres, mujeres y niños que allí se habían refugiado. En las cercanías de La Sauceda, en el Cortijo de El Marrufo, se ha hallado una de las fosas comunes más grandes de España, donde pueden estar enterrados cientos de españoles torturados y ejecutados por las tropas franquistas.
En el siglo XXI se instaló una Casa de la Memoria a las víctimas en Jimena de la Frontera.

## La Sauceda en la actualidad
Actualmente existe una pequeña población en La Sauceda que vive principalmente de la explotación de los montes y el turismo rural. La zona tiene varios senderos para realizar a pie o en bicicleta.

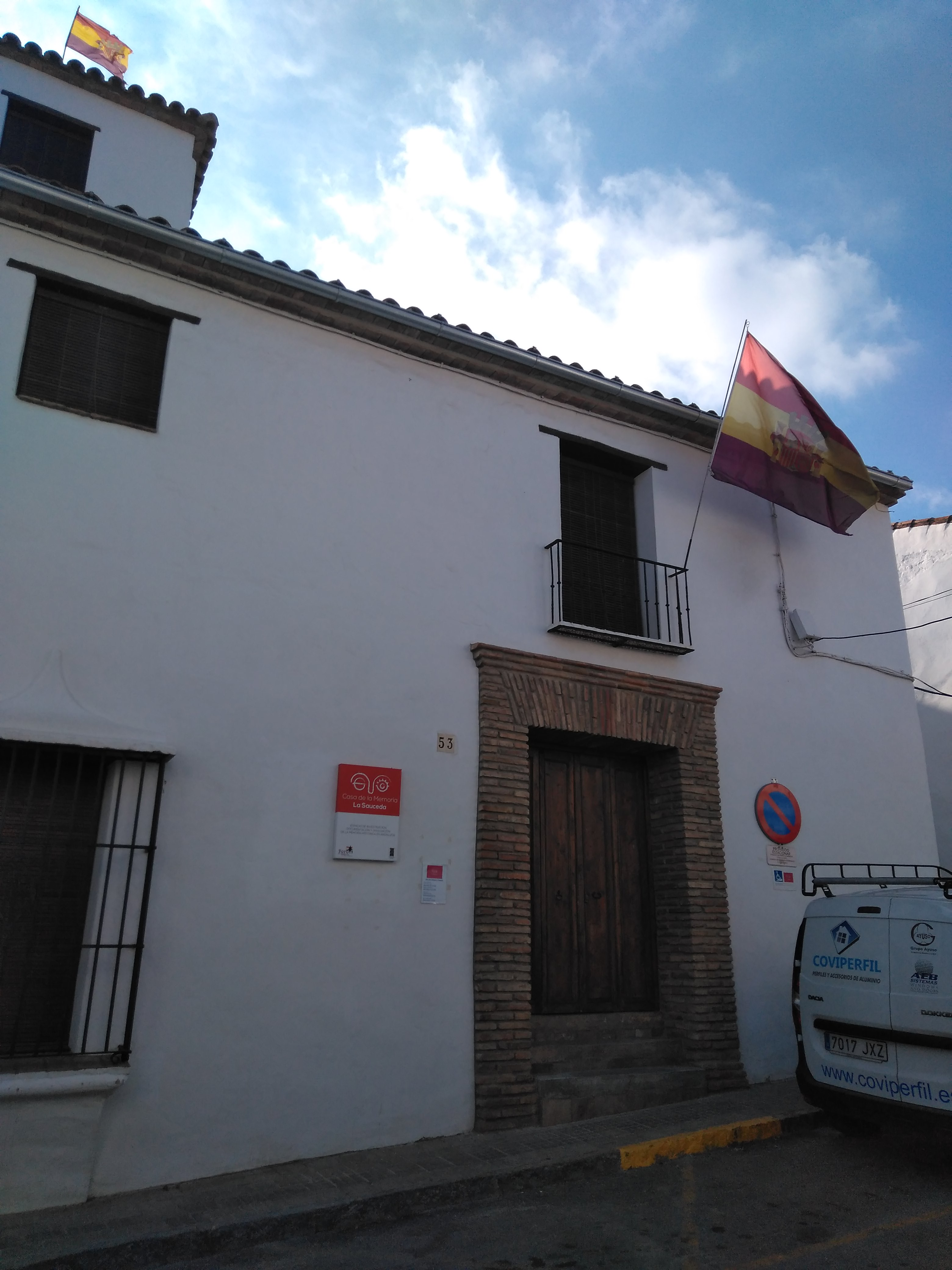
Casa de la Memoria La Sauceda

Se pueden visitar los restos de la ermita de La Sauceda, donde se encuentra una plaza y homenaje a los caídos por el bombardeo nazi en la guerra civil española. También se conserva el cementerio de la Sauceda, restaurado en 2012.

### Área recreativa

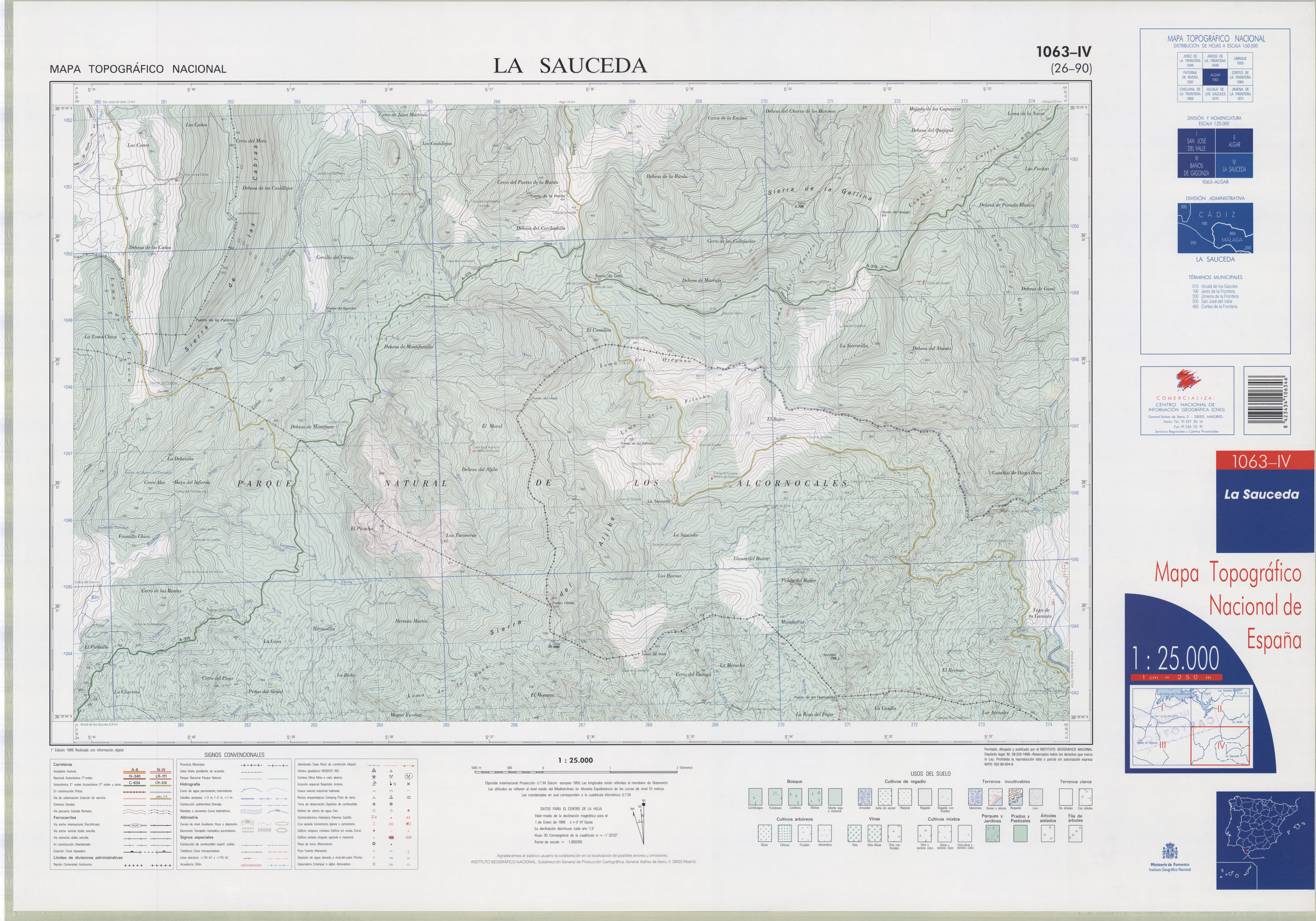
Mapa de la zona en 1999

Existe en la Sauceda un área recreativa con diferentes recursos para el disfrute remodelado en 2016.

## Accesos
Se accede a La Sauceda por la carretera CA-8201 (Jimena de la Frontera-Puerto de Gáliz).